# Женидба и удадба (позоришна представа)
ЖЕНИДБА И УДАДБА  је српска позоришна представа по делу Јована Стерије Поповића.

## Радња
Женидбе и удадбе и данас подразумевају нагодбе, ако не са проводаџијама, онда са родитељима и, свакако, са собом. У тим рачуницама, људи се одричу слободе и одговорности, али наплаћују то уласком у комфорне патолошке односе у којима је све дозвољено, докле год су сви на окупу. Бајат хлеб је бољи него глад, пијан муж је дражи од самоће, мука лакше пада него смрт. Хумор и трагика Стеријиног дела су још раскошнији данас, када су старосне границе за ступање у брак померене, па неретко одрасли људи у пуној снази и даље имају чврсту психолошку зависност од онемоћалих стараца. Али шта год да је то што једну породицу спаја – међузависност, глад, сиромаштво, мука, па и мржња – на самом заласку младости или у јесен живота, утешно је и топло остати заједно, под истим кровом. Макар и у истој соби, истој постељи.

## Улоге
| Глумац                  | Улога       |
| ----------------------- | ----------- |
| Милош Крстовић          | МЛАДОЖЕЊА   |
| Катарина Јанковић       | ЈУЛКА       |
| Никола Милојевић        | ПРОВОДАЏИЈА |
| Марина Перић Стојановић | МАТИ        |
| Милић Јовановић         | ОТАЦ        |
| Мина Стојковић          | ПЕРСА/ТЕТКА |